# Fichtenohe
Die Fichtenohe ist ein etwa 15 km langer, linker Zufluss der Pegnitz in Oberfranken. Sie ist ein Teil von deren hydrologischen Hauptstrang und wird von manchen als Nebenname des Oberlaufs der Pegnitz angesehen. Der längste Weg im Main-System führt über die Fichtenohe, Pegnitz (128,25 km) und Regnitz (63,76 km) in den Main (Mainkilometer 384,07) mit einer Gesamtlänge von 576,08 km.

## Name
Das Bestimmungswort Fichten- des Gewässernamens rührt vom dichten Fichtenwald in der Region her, das Grundwort -ohe ist eine Form eines weitverbreiteten Flussnamens alten Ursprungs, der fließendes Wasser bedeutet. Als -ohe, -ach und auch als selbständiges Wort Aach, Ach, Ache, Achen tritt er in den Namen zahlreicher Gewässer im deutschsprachigen Raum auf.

## Geographie

### Verlauf

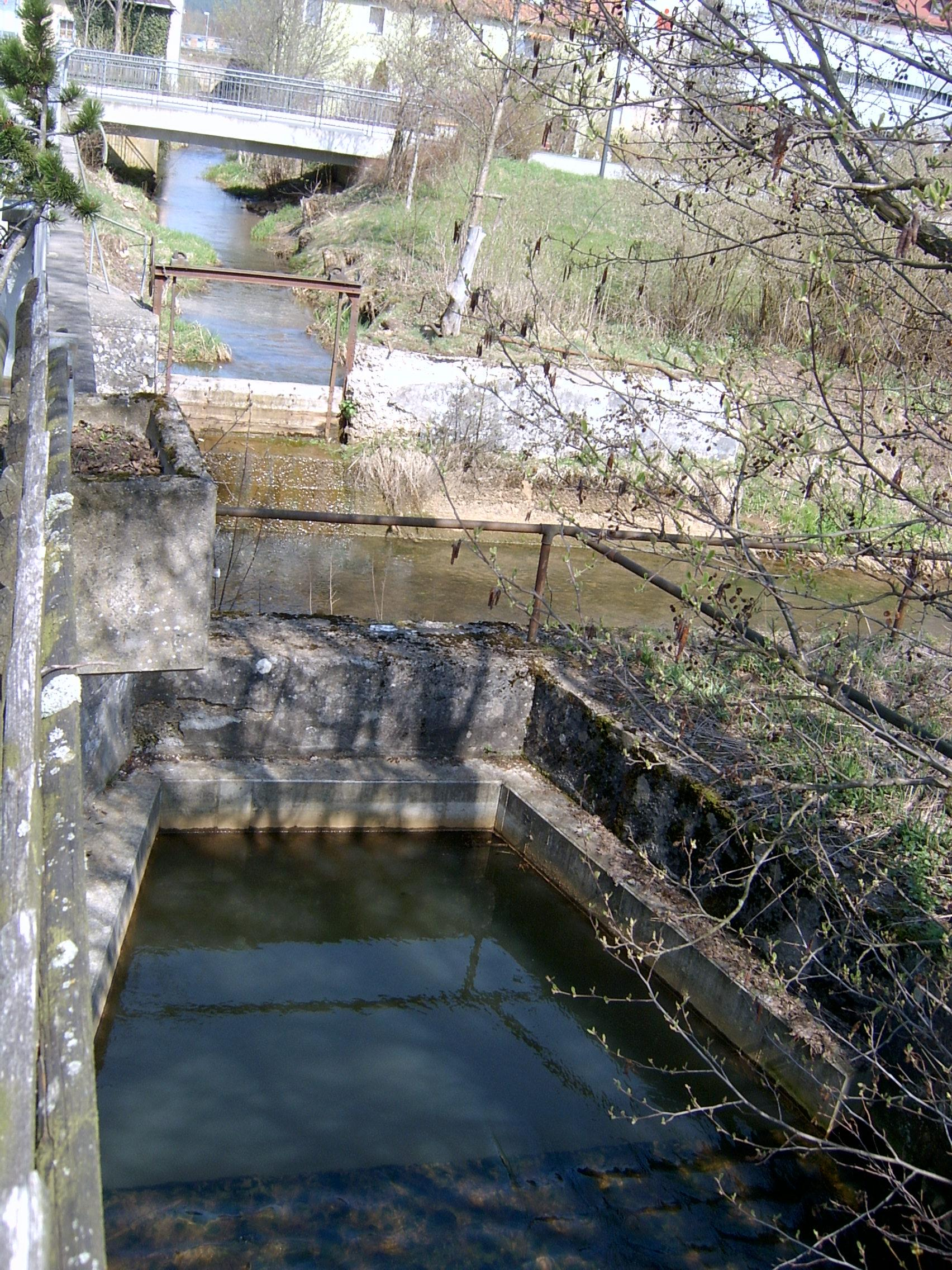
Bachkreuzung (Düker) von Mühlbach und Pegnitz

Sie entspringt im Lindenhardter Forst unweit der Rotmainquelle und des Ursprungs der Püttlach nördlich von Lindenhardt nahe der A 9. Die von dort nach Süden fließende Fichtenohe erreicht etwas oberhalb der Stadt Pegnitz das Tal des Zipser Mühlbaches. An dessen Mündung wechselt sie ihre Fließrichtung nach Westen, knickt dann wieder nach Süden ab und teilt sich in Pegnitz in zwei Arme:
- Der rechte Flusslauf fließt am Freibad vorbei und umfließt den historischen Stadtkern in einem Bogen nach Westen. Nach ungefähr einem Kilometer wird er unterhalb des Schlossberges vom etwa 100 m langen und deutlich kleineren Bach aus der Pegnitzquelle verstärkt und heißt von dort an Pegnitz.

- Der linke, im Mittelalter angelegte Teilarm, der auch Mühlbach genannt wird, durchfließt Teile der Altstadt und unterquert nach etwa 900 m in einem Düker die von rechts und Westen kreuzende Pegnitz, die den rechten Arm aufgenommen hat. Der Mühlbach knickt danach nach Südosten ab und folgt parallel der Pegnitz. An der Röschmühle wird ein Großteil des Mühlbachwassers der Pegnitz zugeführt, der Rest verschwindet im sogenannten Wasserberg. Während die Pegnitz diesen in einer 1,8 km langen östlichen Schlinge in etwa 15 Minuten umfließt, braucht der unterirdische Durchfluss der Fichtenohe bei 320 m Luftlinie etwa 180 Minuten. Gleich nach dem Wiederaustritt der Rest-Fichtenohe aus dem Berg mündet sie auf einer Höhe von ungefähr 420 m ü. NHN von rechts in die Pegnitz.

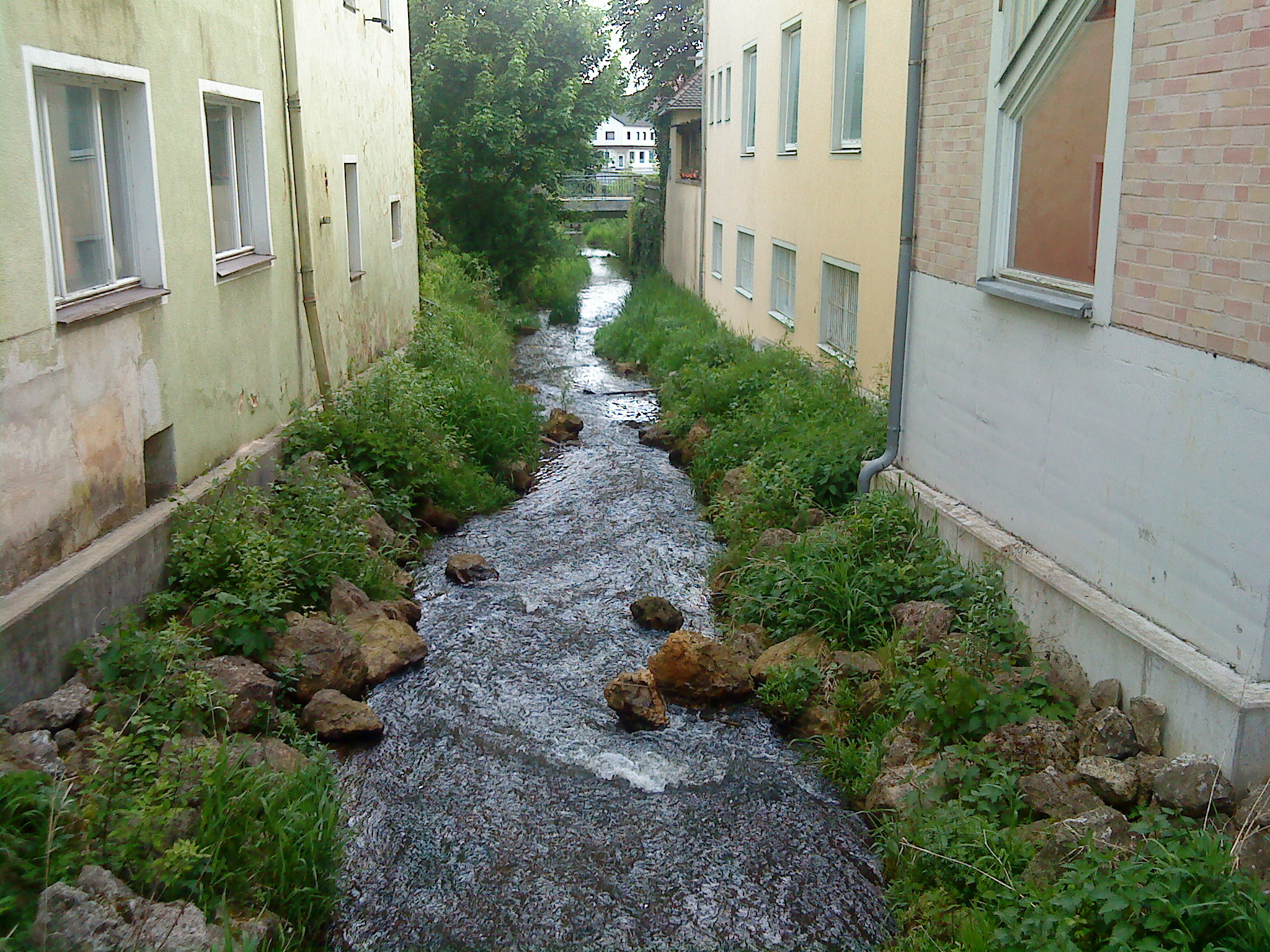
Linker Arm der Fichtenohe (Mühlbach) in Pegnitz
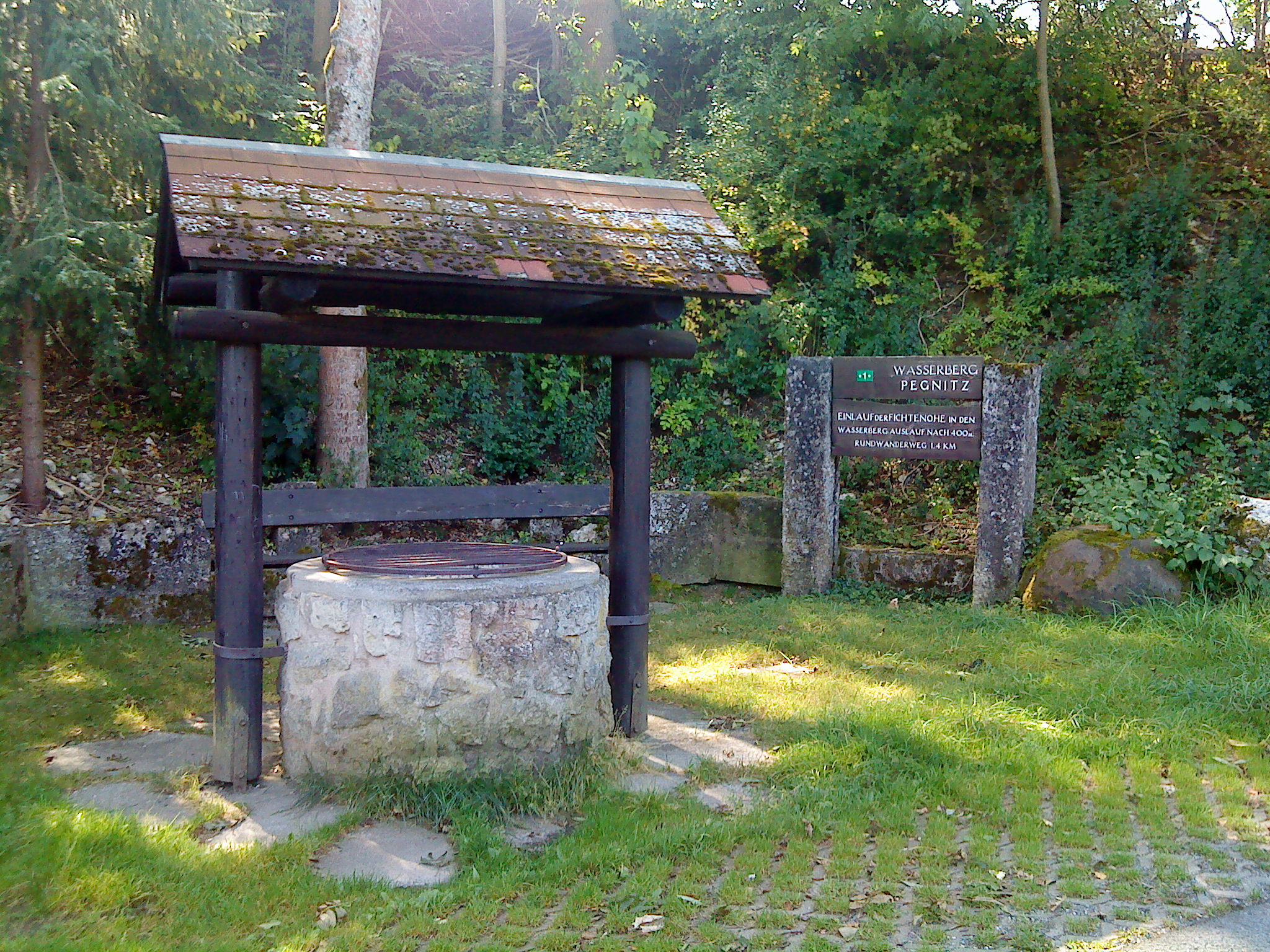
Einlauf der Fichtenohe in den Wasserberg
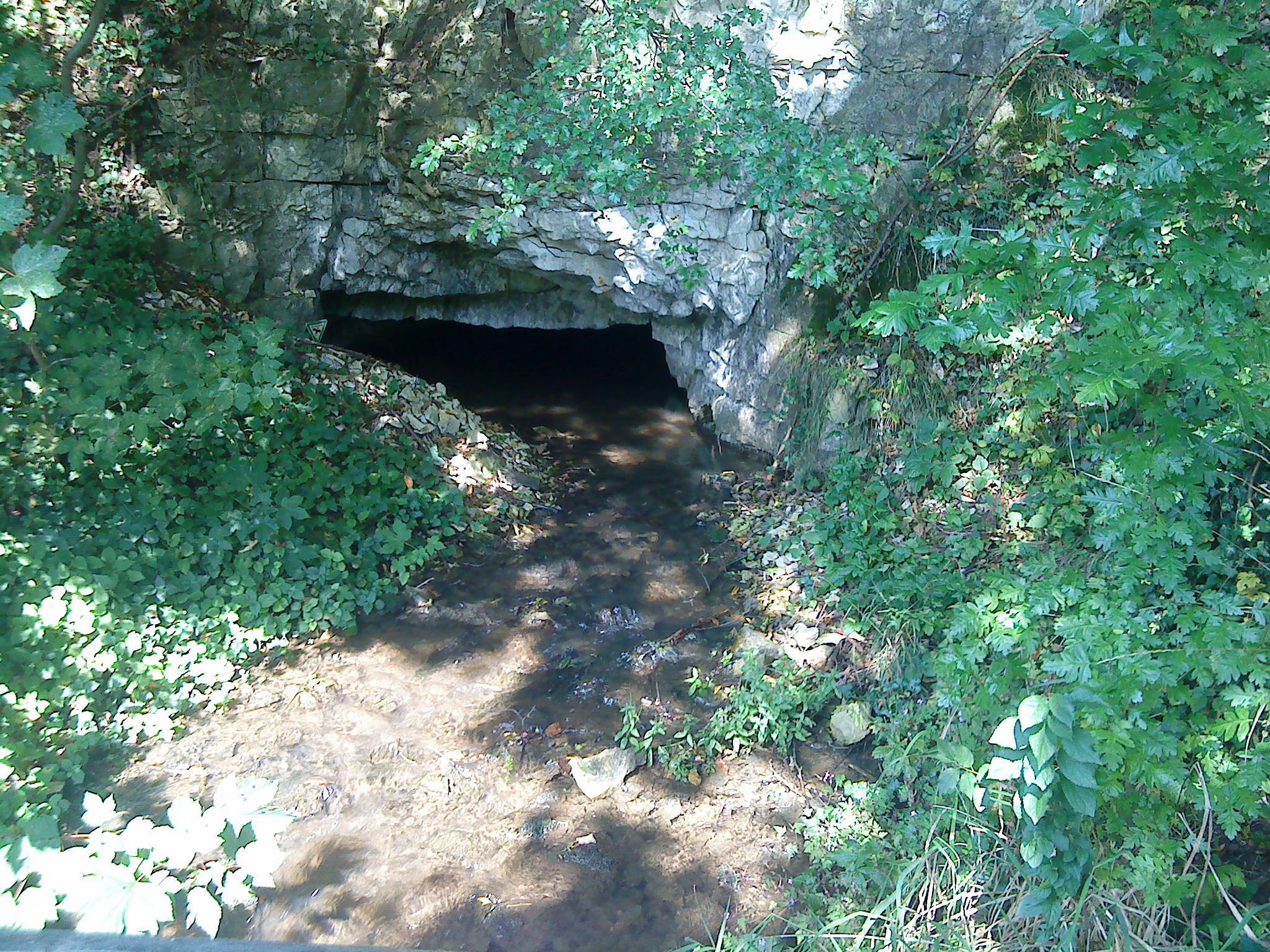
Wiederaustritt der Fichtenohe aus dem Wasserberg

### Einzugsgebiet
Das Einzugsgebiet der Fichtenohe beträgt 66,05 km² und bildet den nördlichsten Teil des Einzugsgebietes der Pegnitz. Es liegt nahezu vollständig in der geologischen Formation des Braunen Jura, nur im äußersten Westen gibt es südlich von Trockau einen schmalen Gebietsstreifen, der in der Gesteinseinheit des Weißen Jura liegt.

### Zuflüsse
Direkte und indirekte Zuflüsse
Direkte Zuflüsse

(Eine Auswahl von der Quelle zur Mündung)
- Langwiesenbach, von rechts nahe Hummeltal-Weiglathal
- Käsbrunnengraben, von rechts bei Creußen-Unterhohlmühle
- Hämmerlesbach, von rechts vor Pegnitz-Leups
- Gemüsbach, von rechts bei Pegnitz-Kotzenhammer
- Brunnbach, von links vor Pegnitz-Wolfslohe
- Wolfslohbach, von links bei Wolfslohe
- Zipser Mühlbach, von links bei Pegnitz-Haidmühle
- Erlbach, von rechts in Pegnitz-Buchau
- Buchauer Bach, von rechts in Buchau

### Flusssystem Pegnitz
- Fließgewässer im Flusssystem Pegnitz